# Amerikanisches Pampasgras
Das Amerikanische Pampasgras (Cortaderia selloana) oder Silber-Pampasgras ist eine Pflanzenart aus der Familie der Süßgräser (Poaceae).

## Galerie

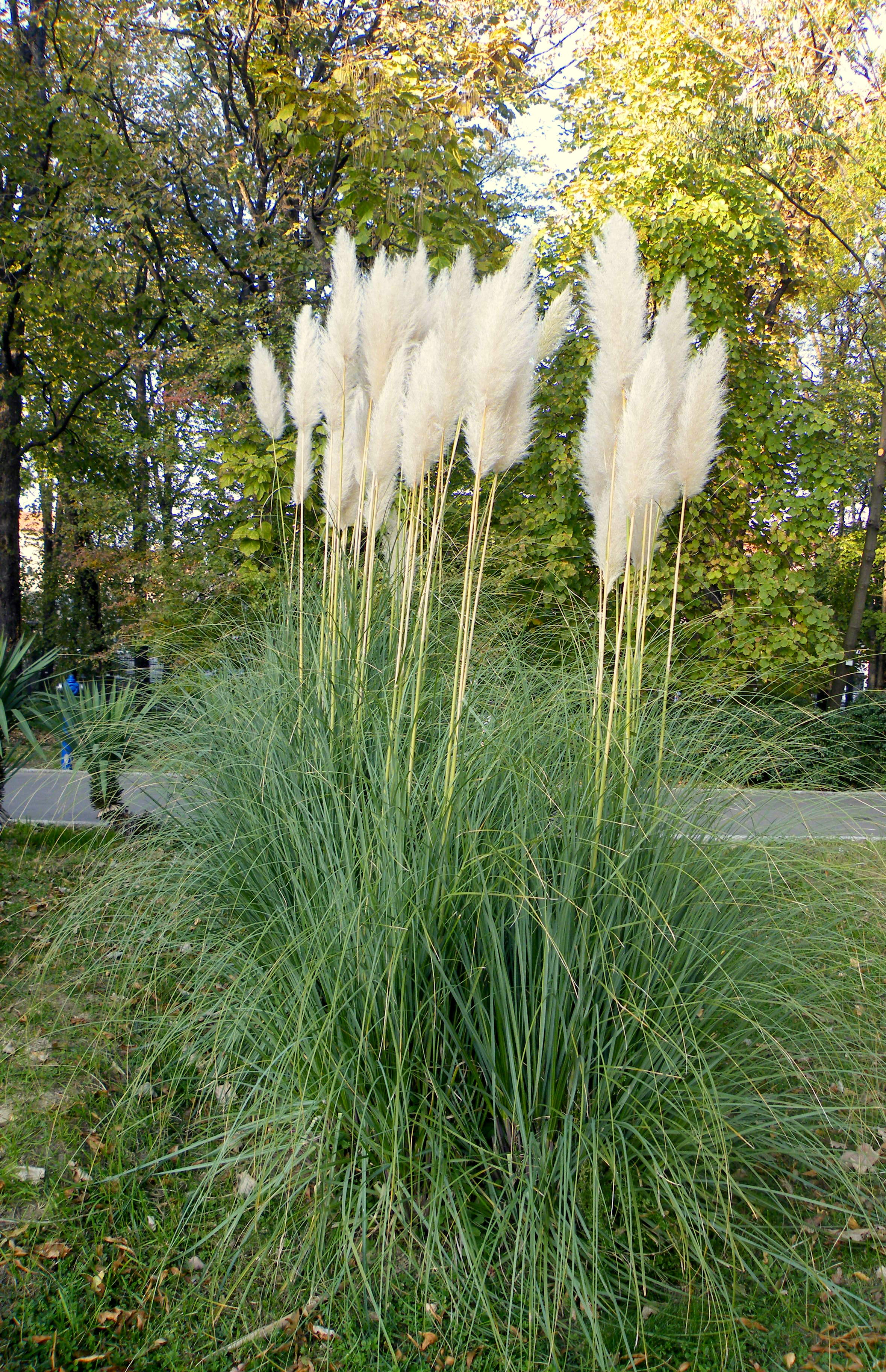
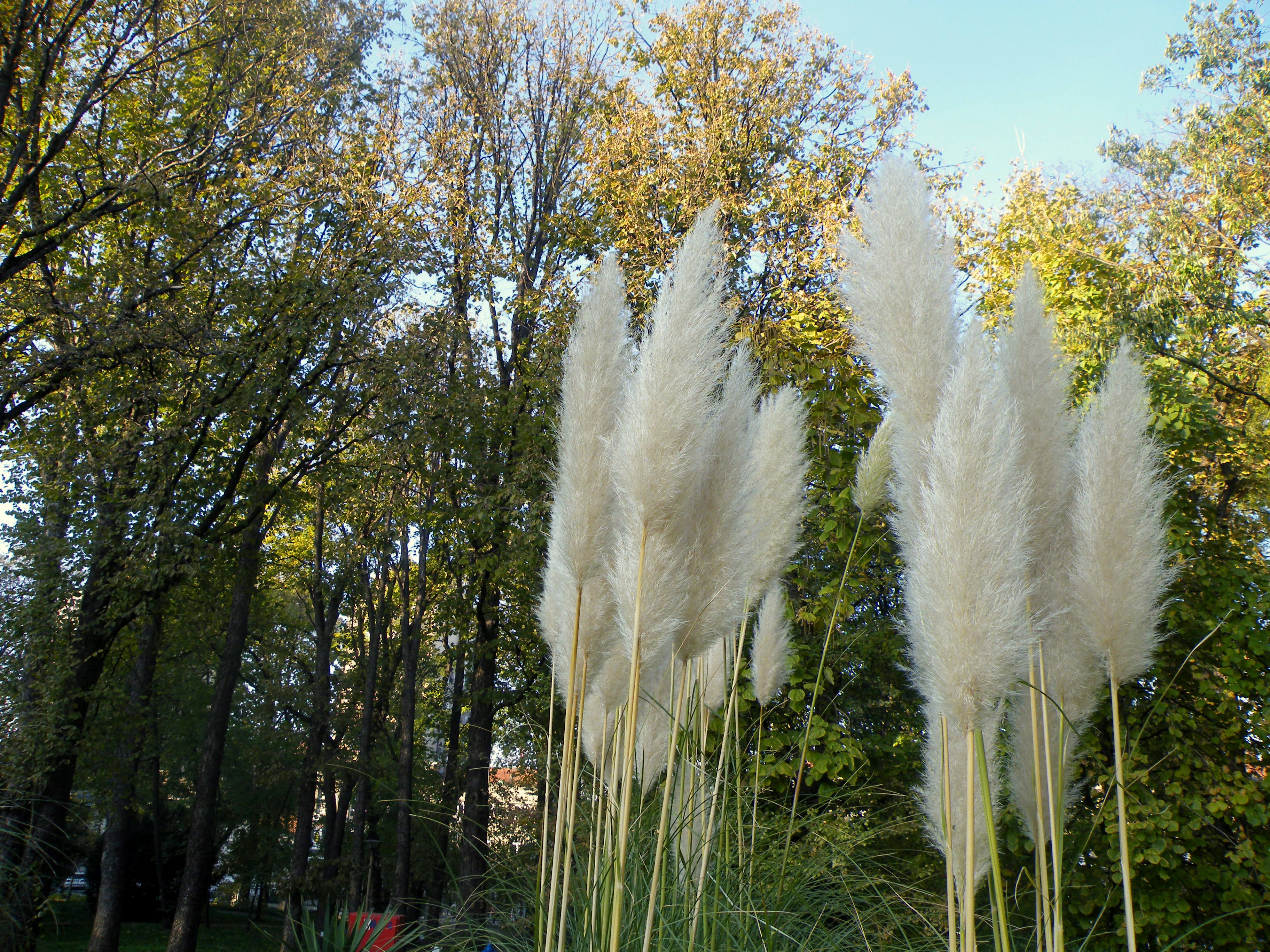
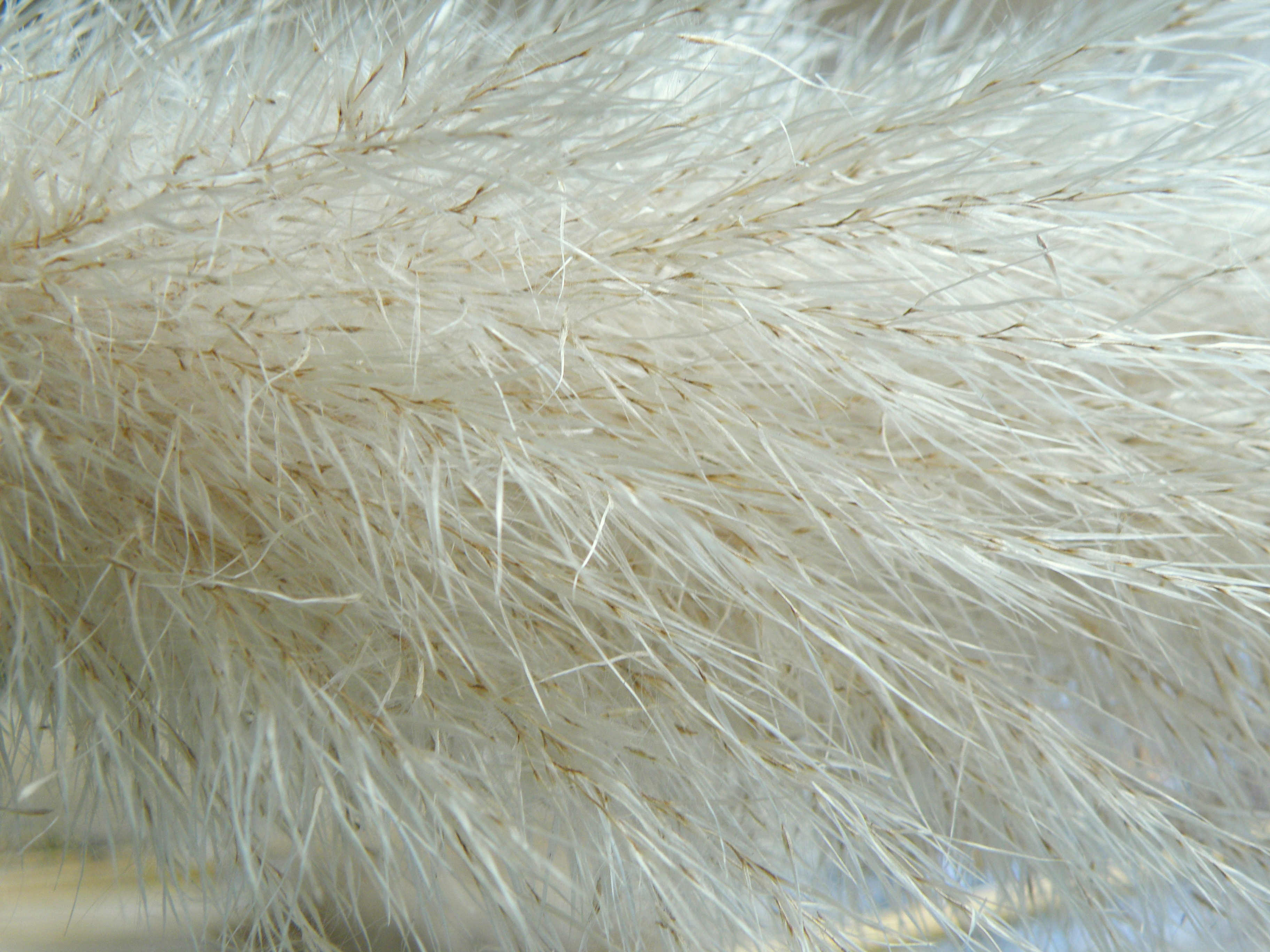

## Beschreibung

### Vegetative Merkmale
Das Amerikanische Pampasgras ist eine immergrüne ausdauernde, krautige Pflanze, die Wuchshöhen von 45 bis 300 (bis 400) Zentimeter erreicht. Diese Horstpflanze ist meist zweihäusig. Die Halme sind dick, schilfartig aufrecht und unverzweigt. Der Horst besteht aus 1 bis über 2 Meter langen, dicht stehenden, blaugrünen Blättern. Die Blattspreiten sind überhängend und am Rand scharf rau. Das Blatthäutchen besteht aus einer Haarreihe.

### Generative Merkmale
Die Blütezeit dauert von August bis November. Die Rispe der weiblichen Pflanzen sind 40 bis 80 (bis 100) Zentimeter lang und 10 bis 20 Zentimeter breit. Sie sind dicht, zusammengezogen, seidig glänzend, aufrecht und silberweiß oder rosarot überlaufen. Die Ährchen sind vier- bis siebenblütig und 15 bis 18 Millimeter lang. Die Hüllspelzen sind einnervig und fast so lang wie die Ährchen. Die Deckspelzen sind dreinervig, 14 bis 18 Millimeter lang und in der unteren Hälfte dicht mit 7 bis 8 Millimeter langen seidig glänzenden weißen Haaren besetzt.
Die Rispe der männlichen Pflanzen sind ausgebreitet, locker und viel weniger glänzend. Ihre Ährchen sind drei- bis fünfblütig und 18 bis 21 Millimeter lang. Ihre Hüllspelzen sind einnervig, 9 bis 15 Millimeter lang; die Deckspelzen sind dreinervig, 16 bis 19 Millimeter lang und in der unteren Hälfte mit etwa 3 Millimeter langen Haaren besetzt.
Die Chromosomenzahl beträgt 2n = 72.

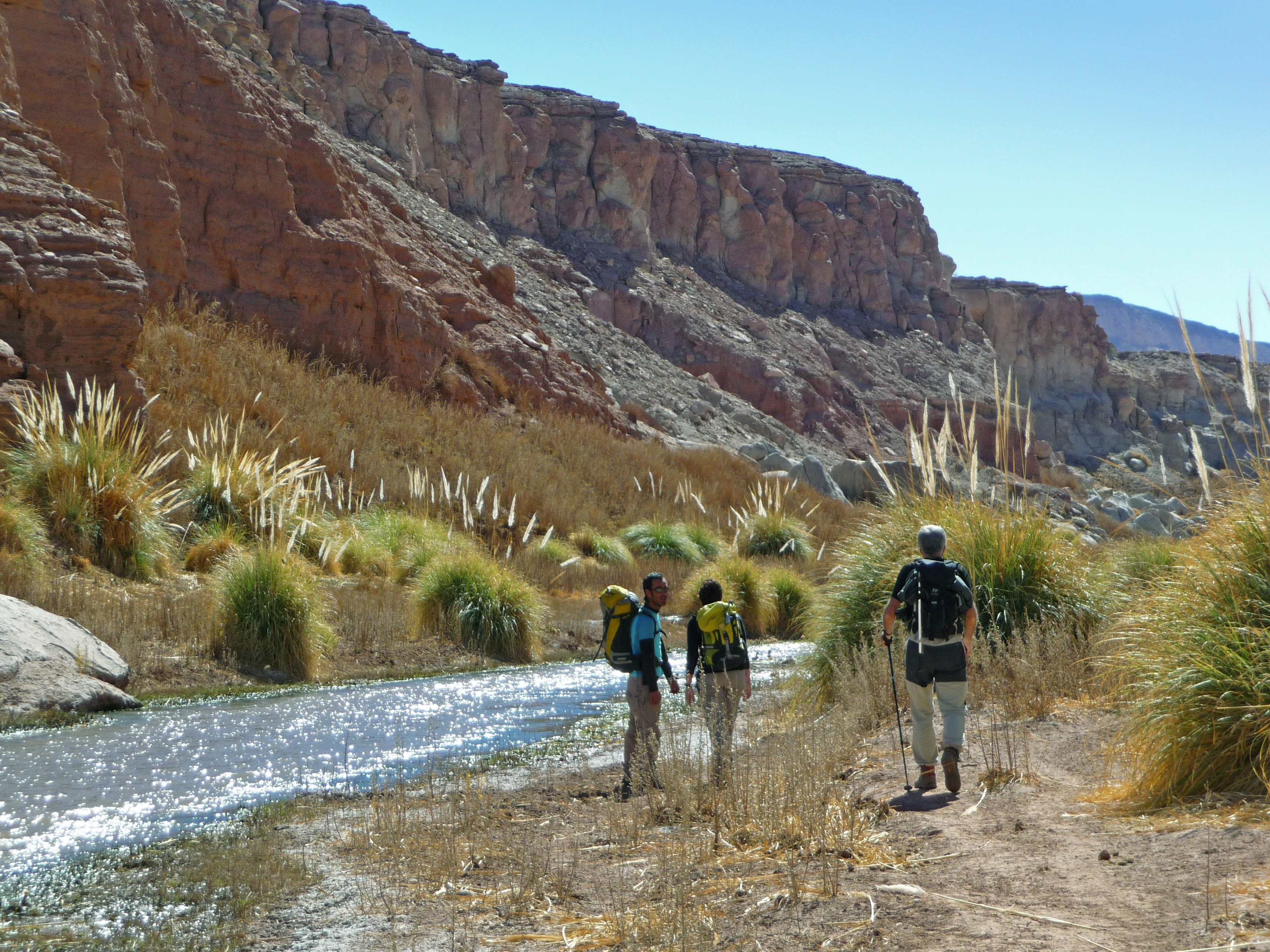
Amerikanisches Pampasgras am Naturstandort in Atacama, Chile

## Vorkommen
Das Amerikanische Pampasgras kommt in Südamerika im südlichen Brasilien, in Uruguay, Paraguay, Chile und Argentinien in der Pampa auf Sand- und Schwemmböden vor.

## Verbreitung
Das Amerikanische Pampasgras ist sehr produktiv und kann in einer Vielzahl von Umgebungen und Klimazonen wachsen. Außerhalb des ursprünglichen Verbreitungsgebiets gilt es als opportunistisch, verwildert aus Gärten und etabliert sich entlang von Küstendünen, Straßenrändern und in verlassenen Gebieten, wo die einheimische Vegetation beseitigt oder gestört wurde. Es wird häufig in feuchten Gebieten mit starker Sonneneinstrahlung gefunden. Als Keimling ist es trocken- und frostempfindlich, wird aber mit dem Alter zunehmend toleranter. In einigen Gebieten Europas (Spanien, Portugal, Italien, Frankreich, Großbritannien) und dem Westen der USA (Kalifornien, Hawaii) sowie Australien und Neuseeland gilt es als invasive Pflanze. In Frankreich ist das völlige Verbot der Herstellung und des Verkaufs dieser Pflanze im gesamten Gebiet geplant. Im Département Réunion ist bereits ein Verbot unter anderem von Einbringung und Handel erfolgt.

## Inhaltsstoffe
Das Amerikanische Pampasgras enthält Blausäure. In den Blütenständen ist mehr Blausäure enthalten als in den Blättern.

## Taxonomie
Das Amerikanische Pampasgras wurde 1827 von Joseph August Schultes und Julius Hermann Schultes in Mantissa in Volumen Tertium Systematis Vegetabilium Caroli a Linne ex Editione Joan. Jac. Roemer..., Band 3, S. 605 als Arundo selloana erstbeschrieben. Die Art wurde 1900 von Paul Friedrich August Ascherson und Karl Otto Robert Peter Paul Graebner in Synopsis der Mitteleuropaischen Flora, Band 2 (1), S. 325 als Cortaderia selloana (Schult. & Schult.f.) Asch. & Graebn. in die Gattung Cortaderia  gestellt. Synonyme sind Cortaderia argentea (Nees) Stapf, Arundo dioeca Spreng., Cortaderia dioeca Speg. und Gynerium argenteum Nees. Die Artbezeichnung ehrt den Pflanzensammler Friedrich Sellow, der die Art in Südamerika gesammelt hatte. Der Gattungsname geht auf den in Argentinien gebräuchlichen Namen "Cortadera" für die Pflanze zurück.

## Nutzung
Das Amerikanische Pampasgras wird verschiedentlich als Zierpflanze als Solitärstaude, Schnittblume sowie für Trockensträuße genutzt. Es ist seit spätestens 1843 in Kultur. Es gibt einige Zuchtformen, beispielsweise mit einer rosa Rispe. Wichtige Sorten in Mitteleuropa sind Andes Silver, Pumila, Patagonia und Sunningdale Silver. Da die männlichen Pflanzen viel weniger ansehnlich sind als die weiblichen, werden nur die weiblichen kultiviert. Die Rispen bleiben bis in den Winter hinein stehen.